# Karl Kaspar von Bylandt-Schwarzenberg

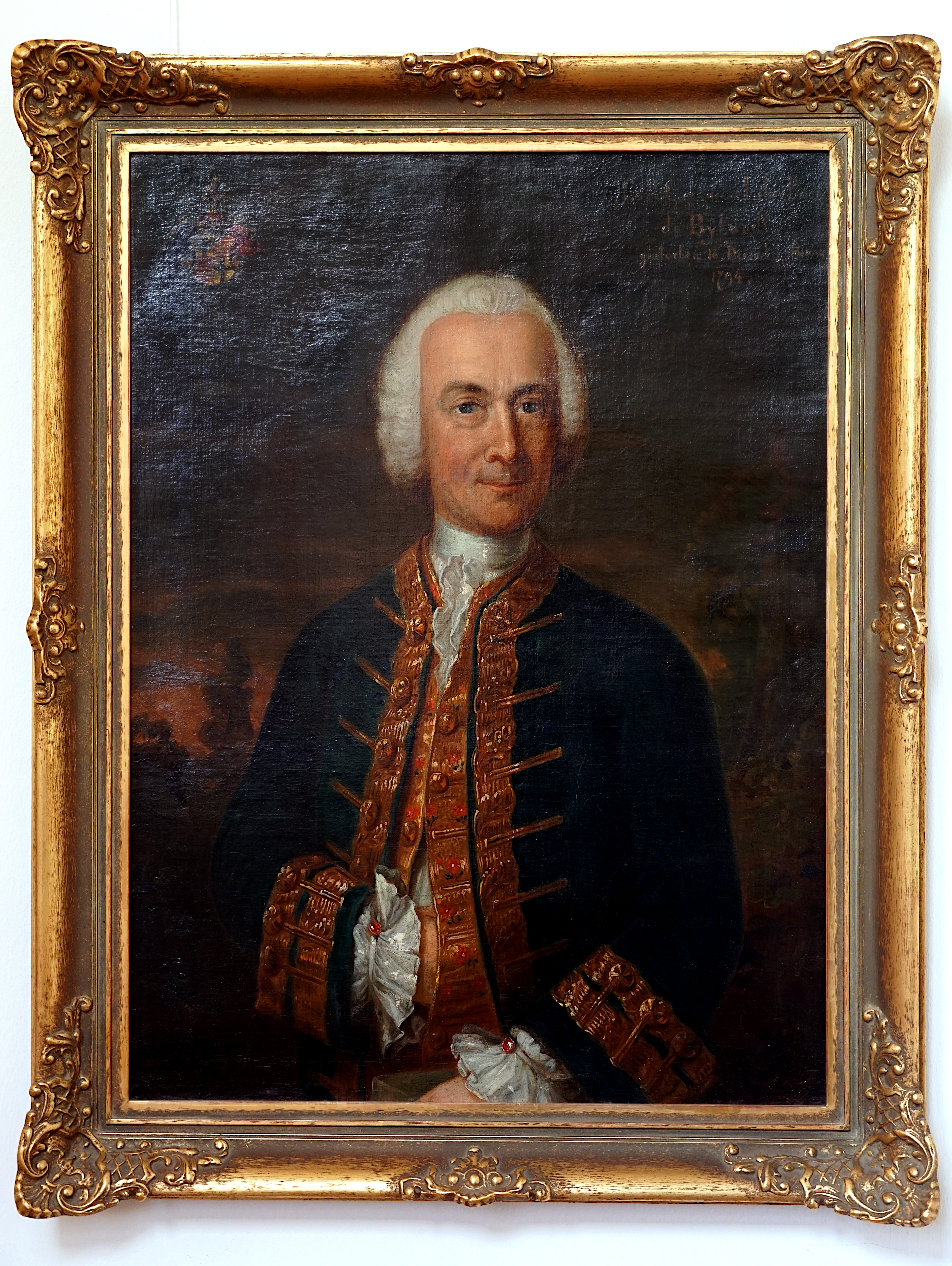
Karl Kaspar von Bylandt-Schwarzenberg, städt. Museum Schloss Rheydt

Karl Kaspar von Bylandt-Schwarzenberg (* 1712 in Rheydt; † 16. Dezember 1794 in Ratingen) war Kanoniker zu Fritzlar und Wimpfen und letzter Herr der Jülich’schen Unterherrschaft Rheydt aus der Familie Bylandt.

## Herkunft und Familie
Karl Kaspar wurde als achtes von zehn Kindern seiner Eltern Arnold Christoph von Bylandt-Schwarzenberg (1680–1730) und Anna Maria Theresia von Ingelheim (* 27. November 1686 in Geisenheim am Rhein; † 1764 in Rheydt) in Rheydt (heute Stadtteil der kreisfreien Stadt Mönchengladbach) geboren.
Die Familie Ingelheim war angesehenes Mitglied des Stiftsadels aus dem fränkisch-mittelrheinischen Raum. Anna Maria Theresias Vater Franz Adolf Dietrich von Ingelheim gen. Echter von Mespelbrunn war Präsident des Reichskammergerichts in Wetzlar, ihr Onkel Anselm Franz von Ingelheim war Mainzer Kurfürst und ihr Bruder gleichen Namens Fürstbischof von Würzburg.
Die niederrheinische Adelsfamilie Bylandt stammt aus dem deutsch-niederländischen Grenzraum nördlich der Stadt Kleve (Herrlichkeit Bijland). Heinrich II. (1479–1513) war der erste Bylandt, der im Jahr 1500 von Herzog Wilhelm IV. von Jülich die Unterherrschaft Rheydt erhielt. Mit Karl Kaspar wurde der letzte Spross der Familie im Jahr 1761 durch Herzog Karl IV. von Jülich-Berg mit Rheydt belehnt. Das Ritterlehen Schwarzenberg in der Gemarkung Dorff (heute Stadt Stolberg) hatte Adrian von Bylandt, der Ururgroßvater Karl Kaspars, durch Heirat in die Familie gebracht.

## Leben

### Kindheit und Jugend
Am 17. März 1712 wurde Karl Kaspar in der Kapelle des Rheydter Franziskanerinnenklosters zum hl. Alexander getauft. Seine Kindheit verbrachte er auf dem Ritterschloss Rheydt. Vermutlich ab dem Jahr 1729 besuchte er das Jesuitengymnasium in Trier. Anschließend wechselte er 1734 für zwei Jahre an die Universität Fulda, wo er an juristischen Vorlesungen und Seminaren teilnahm. Karl Kaspar lebte in Fulda zusammen mit seinem Diener im Haus des Stadtpfarrers Dr. Hofmann. 1736 beendete er sein Studium ohne akademischen Grad, was für Angehörige des Adels nicht unüblich war, und kehrte zurück nach Rheydt.
Da Karl Kaspar der dritte Sohn seiner Eltern war, kam er als Nachfolger seines Vaters auf Rheydt nicht infrage. Er nahm jedoch auch keine Tätigkeit auf, wie beispielsweise ein Amt in der staatlichen Verwaltung. Dies war möglicherweise auf gesundheitliche Probleme zurückzuführen; im Jahr 1741 wurde er wegen körperlicher Schwächen vom Fastengebot befreit.

### Klerikerlaufbahn
Die Familie wählte für Karl Kaspar schließlich – wie auch für den zweitältesten Sohn Arnold Christoph – eine Laufbahn als Kleriker. Dazu erhielt er 1742 in Köln durch Weihbischof Franz Kaspar von Franken-Siersdorf als erste Weihe die Klerikertonsur. Dann vergingen fünf Jahre, bis Karl Kaspars Vater für ihn eine Stelle in einem Kanonikerstift fand. Der Mainzer Erzbischof Kurfürst Johann Friedrich Karl von Ostein providierte Karl Kaspar gegen eine Zahlung von 150 Goldgulden auf eine Pfründe im weitgehend dem Adel vorbehaltenen Petersstift in Fritzlar. Am 18. Februar 1748 wurde er zum Subdiakon geweiht und erhielt eine Freipräbende ohne ständige Anwesenheitspflicht. Da die Pfründe im hochangesehenen Petersstift nicht für ein sorgloses Leben reichten, bemühte sich Karl Kaspar um eine weitere Stiftsherrenstelle. Im Jahr 1749 erhielt er eine zweite Pfründe im Ritterstift St. Peter in Wimpfen (heute Bad Wimpfen, Landkreis Heilbronn). Dort hatte er eine jährliche Präsenzpflicht von drei bis sechs Wochen.

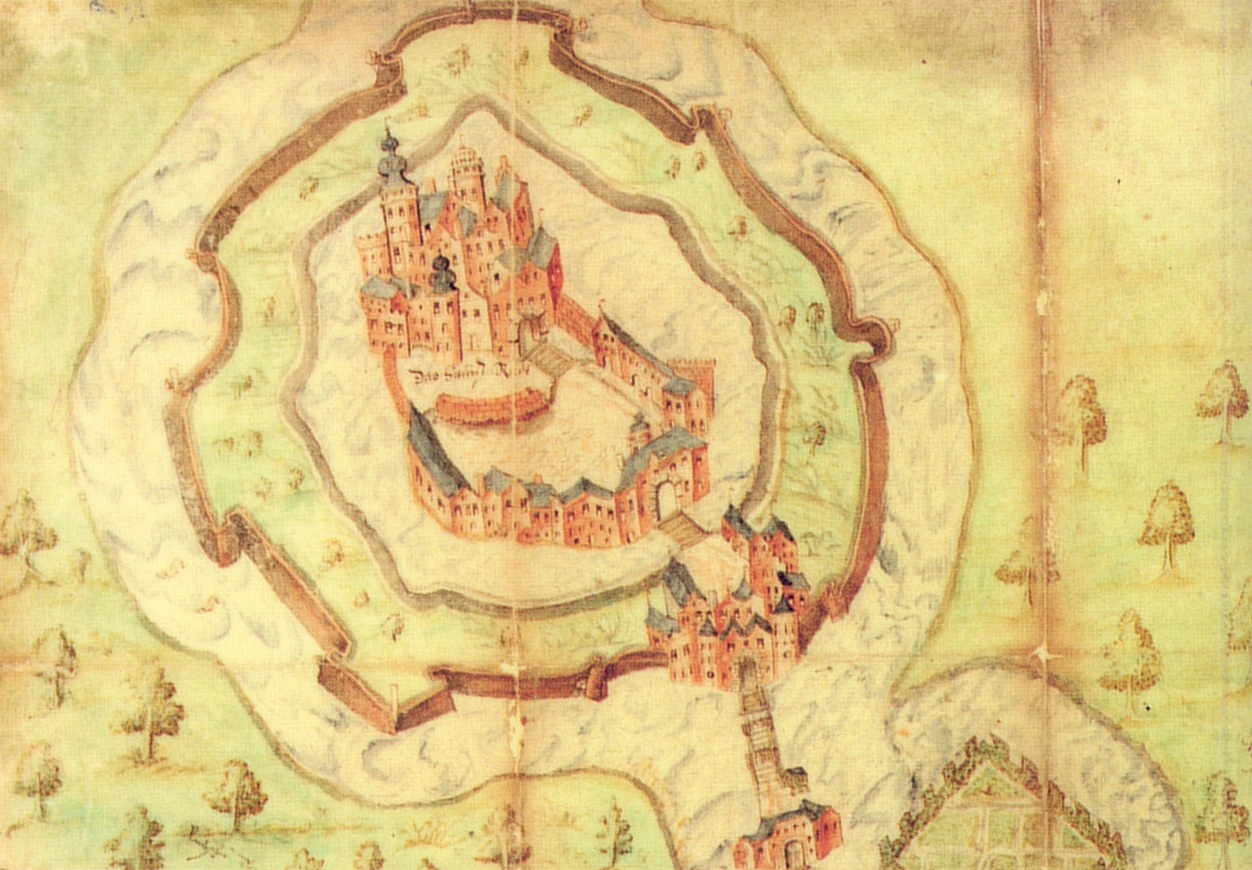
Schloss Rheydt nach einer Karte von Arnold Mercator um 1580

### Herr auf Rheydt
Nach dem Tod seines Vaters Arnold Christoph im Jahr 1730 führte Karl Kaspars Mutter die Herrschaft Rheydt bis 1743. Am 27. November ging das Lehen an den erstgeborenen Sohn Johannes Franz, der 1752 unverheiratet starb. Somit erhielt der zweitälteste Sohn Arnold Christoph die Herrschaft Rheydt. Auch er starb, da er als Kleriker dem Zölibat verpflichtet war, kinderlos. Deshalb wurde Karl Kaspar als drittältester Sohn am 16. Januar 1761 im Alter von 49 Jahren von Herzog Karl Theodor von Jülich-Berg mit Rheydt belehnt.
Karl Kaspar scheiterte ebenso wie zuvor sein Bruder Arnold Christoph daran, sich vom Papst laisieren zu lassen, um heiraten zu können. Als Herr zu Rheydt regierte er wie sein Vater in absolutistischer Manier. Bestrebungen seiner Untertanen, eine größere Selbstverwaltung zu erlangen, bekämpfte er erbittert und erfolgreich. Auch die Tatsache, dass die Mehrheit der Rheydter der evangelisch-reformierten Kirche angehörte, während die Bylandt-Schwarzenbergs katholisch waren, führte zu zahlreichen Konflikten mit der Bevölkerung. Die katholische Minderheit allerdings erhielt vielfach Unterstützung durch ihren Herrn. Außerdem hatte dieser sich mit den Pächtern des Gutes Schwarzenberg wegen Misswirtschaft und ausbleibender Pachtzahlungen auseinanderzusetzen sowie Ansprüche seiner Verwandtschaft auf diverse Höfe seiner Herrschaft abzuwehren.

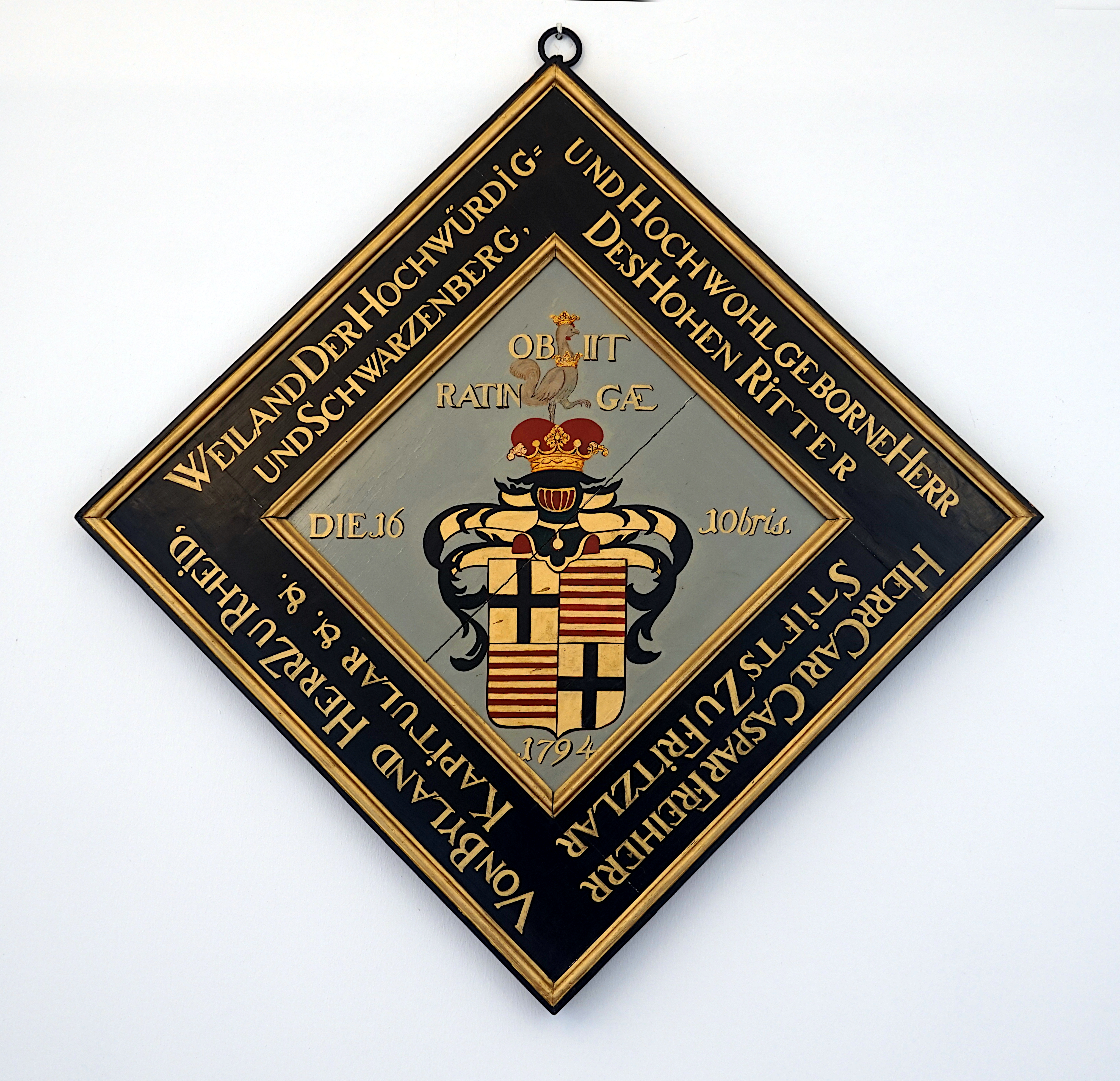
Totenschild für Karl Kaspar von Bylandt-Schwarzenberg; städt. Museum Schloss Rheydt

All das hinderte Karl Kaspar nicht daran, ein standesgemäßes Leben auf Schloss Rheydt zu führen, das durch Abgaben seiner Untertanen in Form von Geld und Naturalien ermöglicht wurde. Eine eigene Wirtschaftspolitik betrieb er in seiner Unterherrschaft nicht, behinderte jedoch auch nicht die wirtschaftlichen Aktivitäten in Rheydt durch besondere Auflagen. Seine durchschnittlichen Einkünfte im Jahr betrugen 5800 Reichstaler, womit er innerhalb der Gruppe von vergleichbaren Rittergutsbesitzern zur Oberklasse gehörte. An seine Mutter hatte Karl Kaspar davon 1000 Reichstaler und an seine Schwestern 680 Reichstaler zu zahlen. Er selbst gab etwa 250 – 300 Reichstaler im Monat aus (zum Vergleich: eine durchschnittliche Familie von fünf Personen benötigte zum Leben 30 – 35 Reichstaler pro Jahr!), musste außerdem seine bis zu 20 Personen umfassende Dienerschaft alimentieren und die Kosten für seinen Haushalt tragen.
Als französische Revolutionstruppen im Jahr 1794 das linke Rheinufer besetzten, floh Karl Kaspar mit Diener und Haushälterin zunächst ins rechtsrheinische Düsseldorf und am 7. Oktober weiter nach Ratingen. Dort fand er Unterkunft bei Bürgermeister Johann Wilhelm Degreck. Anfang Dezember erkrankte Karl Kaspar schwer und verstarb am 16. Dezember 1794. Er wurde am 18. Dezember in der Ratinger Pfarrkirche beigesetzt. Die Kosten für den Aufenthalt und das standesgemäße Begräbnis in Ratingen betrugen 1500 Reichstaler. Erhalten blieb der Totenschild des Freiherrn, den der Rheydter Pfarrer Johann Lürges sich 1795 aus Ratingen erbeten hatte. Er befindet sich heute im Museum Schloss Rheydt.
Mit dem Tod Karl Kaspars endete die Zeit der Bylandts auf Schloss Rheydt. Nach ihm wurden Franz Karl von Hompesch und Franz Arnold Raitz mit der Unterherrschaft Rheydt belehnt.